# Juegos Florales Internacionales
Los Juegos Florales Internacionales fueron un concurso literario en esperanto, basados en el modelo de los Juegos Florales Catalanes. Fueron iniciados por Frederic Pujulà i Vallès en 1908, desde la redacción de La Revuo, con ocasión del siguiente Congreso Universal de Esperanto que tuvo lugar en Barcelona en 1909. El primer ganador de esa edición fue la poetisa alemana Marie Hankel, y entre las obras premiadas se encontraba una obra en esperanto del posteriormente famoso como escritor en catalán Carles Riba.
Al fundarse la Federación Esperantista Catalana, en 1910, los Juegos Florales Internacionales pasaron a celebrarse en el marco de los congresos esperantistas catalanes. Pronto tuvo una fuerte participación internacional, de forma que se convirtieron en el máximo certamen literario en ese idioma durante el periodo entre ambas Guerras Mundiales.
También sirvieron para dar a conocer la labor literaria de los esperantistas catalanes, con autores como Jaume y Josep Grau Casas, Artur Domènech i Mas y Teresa y Eulàlia Rosell. Muchos de los premios correspondientes a la rama de traducción catalán sirvió de base a la confección de la "Antología Catalana", publicada en 1925.
Los Juegos Florales siguieron las vicisitudes del movimiento esperantista catalán, con dificultades durante la dictadura de Primo de Rivera. Con el estallido de la Guerra Civil se interrumpió su celebración durante más de cuarenta años.
Después de la caída del régimen franquista, los esperantistas catalanes volvieron a relanzar el concurso en 1978. Aunque durante varios años tuvo cierta aceptación, para entonces estaban ya consolidados los Concursos Literarios de la Asociación Universal de Esperanto, que muchos consideraban los herederos naturales de los Juegos del primer periodo, y finalmente el concurso dejó de celebrarse el año 1993.

## Cronología
1. 1911 Tarragona (Tarragonés)
2. 1912 Tarrasa (Vallés Occidental)
3. 1913 Olot (La Garrocha) [Discurso: Carlo Bourlet]
4. 1914 San Feliu de Guíxols (Bajo Ampurdán)
5. 1915 Villanueva y Geltrú (Garraf)
6. 1916 Reus (Bajo Campo)
7. 1919 Manlleu (Osona)
8. 1921 Gerona (Gironés)
9. 1923 Manresa (Bages)
10. 1924 Vich (Osona) [Discurso: Kálmán Kalocsay]
11. 1925 Palma de Mallorca (Mallorca) [Discurso: Edmond Privat]
12. 1926 Santa Coloma de Farnés (Selva)
13. 1927 Sóller (Mallorca)
14. 1928 Vinaroz (Bajo Maestrazgo)
15. 1933 Vendrell (Bajo Panadés)
16. 1935 Ripoll (Ripollés)
17. 1936 Manresa (Bages)
18. 1978 Tortosa (Bajo Ebro) [Flor Natural: Kris Long. Discurso: Manuel Casanoves i Casals]
19. 1979 Rubí (Vallés Occidental) [Flor Natural: Aldo de' Giorgi. Discurso: Salvador Gumà i Clavell]
20. 1980 Villanueva y Geltrú (Garraf) [Flor Natural: Jiří Kořínek. Discurso: Renat Llech-Walter]
21. 1981 Moyá (Bages) [Flor Natural: Váldemar Vinar. Discurso: Ada Fighiera Sikorska]
22. 1982 Reus (Bajo Campo) [Flor Natural: Giorgio Silfer. Discurso: Giorgio Silfer]
23. 1983 Sabadell (Vallés Occidental) [Flor Natural: Nicolino Rossi. Discurso: György Nanovsky]
24. 1984 Olot (La Garrocha) [Flor Natural: Giorgio Silfer. Discurso: André Albault]
25. 1985 San Cugat del Vallés (Vallés Occidental) [Flor Natural: José Fernández Arroyo. Discurso: Baldur Ragnarsson]
26. 1986 Lérida (Segriá) [Flor Natural: Timothy Brian Carr. Discurso: Anna Löwenstein]
27. 1987 Barcelona (Barcelonés) [Flor Natural: Timothy Brian Carr. Discurso: Georges Lagrange]
28. 1988 Barcelona (Barcelonés) [Flor Natural: Pier Giorgio Soranzo. Discurso: Gaston Waringhien.]
29. 1989 Perpiñán (Rosellón) [Flor Natural: Krys Ungar. Discurso: Timothy Brian Carr]
30. 1990 Palamós (Bajo Ampurdán) [Flor Natural: Krys Ungar. Discurso: Krys Ungar]
31. 1991 Tarragona (Tarragonès) [Flor Natural: Gonçalo Neves. Discurso: William Auld]
32. 1992 Tarrasa (Vallés Occidental) [Flor Natural: Miguel Fernández Martín. Discurso: Gonçalo Neves]
33. 1993 Alcudia (Mallorca) [Discurso: Jorge Camacho]